# 막심 더 카위퍼르
막심 더 카위퍼르(네덜란드어: Maxim De Cuyper, 2000년 12월 22일 ~ )는 벨기에의 축구 선수로, 현재 잉글랜드 프리미어리그의 브라이턴 & 호브 앨비언에서 레프트 백으로 뛰고 있다.